# هاکوپ اس. آکیسکال
هاکوپ سورت آکیسکال (ارمنی: Հակոբ Սուրեն Ակիսկալ; انگلیسی: Hagop Souren Akiskal؛ زادهٔ ۱۶ ژانویهٔ ۱۹۴۴) روان‌پزشک، و روان‌شناس ارمنی‌تبار اهل ایالات متحده آمریکا است. آکیسکال به خاطر تحقیقاتش در زمینه خلق و خوی و اختلال دوقطبی (افسردگی مانی) شناخته شده‌است.

## زندگی‌نامه
در یک خانواده ارمنی در لبنان متولد و بزرگ شد. او در سال ۱۹۶۹ موفق به اخذ دکترا در رشته روان‌پزشکی از دانشگاه آمریکایی بیروت شد و تحصیلاتش را در رشته روان‌پزشکی در دانشگاه ویسکانسین-مدیسن به پایان برد، سپس چندین سال در دانشگاه تنسی در ممفیس به تحقیق درمان اختلالات روان‌شناسی پرداخت.